# Aster decumbens
Aster decumbens là một loài thực vật có hoa trong họ Cúc. Loài này được (Schltr.) G.L.Nesom mô tả khoa học đầu tiên.